# Streptococcus sobrinus
Streptococcus sobrinus is een gram-positieve, facultatief anaerobe bacterie. De bacterie werd in 1887 ontdekt door de Franse bioloog Louis Pasteur.

## Pathologie
Streptococcus sobrinus in combinatie met het nauw verwante soorten Streptococcus mutans zijn pathogeen in mensen en verhoogt de vorming van cariës in de tanden. Een biofilm uit een mengsel van suiker en tandplak is een geschikte omgeving voor de bacterie om te groeien. De soort is ook verantwoordelijk voor cariës bij jonge kinderen, die verantwoordelijk zijn voor het merendeel van de abcessen en kiespijn bij kinderen. Kinderen krijgen in het algemeen bacteriestammen van hun moeder, maar de relatief hoge consumptie van suikers door minderjarigen faciliteert de groei van bacteriën en draagt bij aan het begin van de tandbederf op jonge leeftijd.